# Алкобаса
Алкоба́са (порт. Alcobaça; МФА: [aɫ.ku.ˈba.sɐ], Алкуба́са) — муніципалітет і місто в Португалії, в окрузі Лейрія. Розташований у центральній частині країни, на березі Атлантичного океану, на теренах історичної португальської провінції Ештремадура. Належить до Лейрійсько-Фатімської діоцезії Католицької церкви в Португалії. Права міського самоврядування має з 1153 року. Поділяється на 13 парафій. За адміністративним поділом, чинним до 1976 року, був складовою провінції Ештремадура. Площа муніципалітету — 408,14 км², населення муніципалітету — 56693 ос. (2011); густота населення — 138,91 осіб/км²
. Патрон — святе Причастя. Святковий день муніципалітету — 20 серпня. Поштовий індекс — 2460, 2461, 2475.  Код місцевої адміністративної одиниці — 1001. Складова статистичного регіону Центр.

## Географія
Алкобаса розташована на заході Португалії, на південному заході округу Лейрія.
Місто розташоване за 27 км на південний захід від міста Лейрія, на річці Алкобаса, що утворюється злиттям річок Алкоа і Баса.
Алкобаса межує на півночі з муніципалітетом Маріня-Гранде, на сході — з муніципалітетами Лейрія, Порту-де-Мош і Ріу-Майор, на південному заході — з муніципалітетом Калдаш-да-Раїня, на північному заході — з муніципалітетом Назаре. На заході омивається водами Атлантичного океану.

## Історія
1153 року португальський король Афонсу І заснував у місцевості Алкобаса монастир, який передав Цистеріанському ордену. Тоді ж він надав місцевому поселенню форал, яким визнав статус містечка та муніципальні самоврядні права. Обитель збудували у 1178—1223 роках в готичному стилі. Алкобаський монастир й примонастирське містечко були одним із важливих культурно-наукових центрів середньовічної Португалії. Монастирська церква святої Марії, зведена 1252 року, була й залишається найбільшим християнським храмом країни. 
1 жовтня 1514 року португальський король Мануел I надав Алкобасі форал, яким визнав за поселенням статус міста та муніципальні самоврядні права.

## Пам'ятки
- Алкобаський монастир (XII—XIII ст.)

## Населення
| Кількість мешканців | Кількість мешканців | Кількість мешканців | Кількість мешканців | Кількість мешканців | Кількість мешканців | Кількість мешканців | Кількість мешканців | Кількість мешканців | Кількість мешканців | Кількість мешканців | Кількість мешканців | Кількість мешканців | Кількість мешканців | Кількість мешканців | Кількість мешканців |
| ------------------- | ------------------- | ------------------- | ------------------- | ------------------- | ------------------- | ------------------- | ------------------- | ------------------- | ------------------- | ------------------- | ------------------- | ------------------- | ------------------- | ------------------- | ------------------- |
| 1864                | 1878                | 1890                | 1900                | 1911                | 1920                | 1930                | 1940                | 1950                | 1960                | 1970                | 1981                | 1991                | 2001                | 2011                |                     |
| 21 217              | 23 271              | 26 140              | 28 969              | 33 023              | 34 583              | 38 462              | 43 518              | 47 905              | 50 027              | 48 028              | 52 347              | 54 382              | 55 376              | 56 693              |                     |

## Парафії
1. Алкобаса
2. Алфейзеран
3. Алпедріш
4. Баррі
5. Бенедіта
6. Села
7. Кош
8. Евора-де-Алкобаса
9. Майорга
10. Мартінганса
11. Монтеш
12. Патайаш
13. Празереш-де-Алжубарроте
14. Сан-Мартін-ду-Порту
15. Сан-Вісенте-де-Алжубарроте
16. Туркел
17. Вештіарія
18. Вімейру